# Materialverlag
Der Materialverlag (auch Materialverlag–HFBK) ist ein Autorenverlag für künstlerische Buchprojekte an der Hochschule für bildende Künste Hamburg.

## Geschichte
Der Materialverlag wurde 1972 gegründet, zunächst als Plattform zur Verbreitung von Lehrmaterialien. Schnell entwickelte er sich zu einem unabhängigen Publikationsforum für Künstlerbücher, in dem Studierende im Rahmen ihrer Kunstausbildung und ohne kommerziellen Erfolgsdruck eigene experimentelle Buchobjekte und Buchprojekte realisieren konnten. Vor Gründung des Materialverlags gab es bereits verlegerische Aktivitäten an der Hamburger Kunstschule am Lerchenfeld.
Es waren jedoch fast ausschließlich Arbeiten von Lehrenden der Hochschule, welche die verschiedenen Veröffentlichungen enthielten. In der Frühzeit der damaligen Staatlichen Kunstgewerbeschule konnte von einer weitgehend eigenverantwortlichen künstlerischen Publikationspraxis von Studierenden als integralem Bestandteil der Lehre, was heute primäres Ziel der Verlagsaktivität ist, noch keine Rede sein.
Bis heute weist der Verlag über 370 Publikationen von Studierenden und Lehrenden aus, die in einer Chronologie dargestellt sind. Nahezu alle Titel sind in der Bibliothek der HFBK einsehbar (darunter auch die im Wettbewerb „Die schönsten deutschen Bücher“ von der Stiftung Buchkunst ausgezeichneten bzw. mit dem Förderpreis für junge Buchgestalter bedachten Arbeiten). 2003 erhielt der Materialverlag den Förderpreis der Kulturbehörde Hamburg.

## Programm
Das Verlagsprogramm entsteht aus der Arbeit in den Seminaren. Was Studierende mitbringen wird diskutiert, bearbeitet und mit den Autoren realisiert. Auf Künstlerbüchern, bei denen Autor und Gestalter identisch sind, liegt der Fokus der Arbeit im Materialverlag. Neben künstlerischen Einzelobjekten unterschiedlicher Form erscheinen zum Teil Editionen, die das  Interesse und die Arbeitsfelder einer Kunsthochschule erkennen lassen.